# Horst Dröse
Horst Dröse (ur. 23 listopada 1949 we Frankfurcie nad Menem) – niemiecki hokeista na trawie, złoty medalista olimpijski z Monachium.
Reprezentował barwy RFN. Brał udział w dwóch igrzyskach (IO 72, IO 76). Największy sukces w karierze odniósł w 1972 przed własną publicznością, kiedy to wywalczył złoty medal olimpijski. Łącznie rozegrał w kadrze 106 spotkań, w latach 1969-1978.